# Anita Simoncini

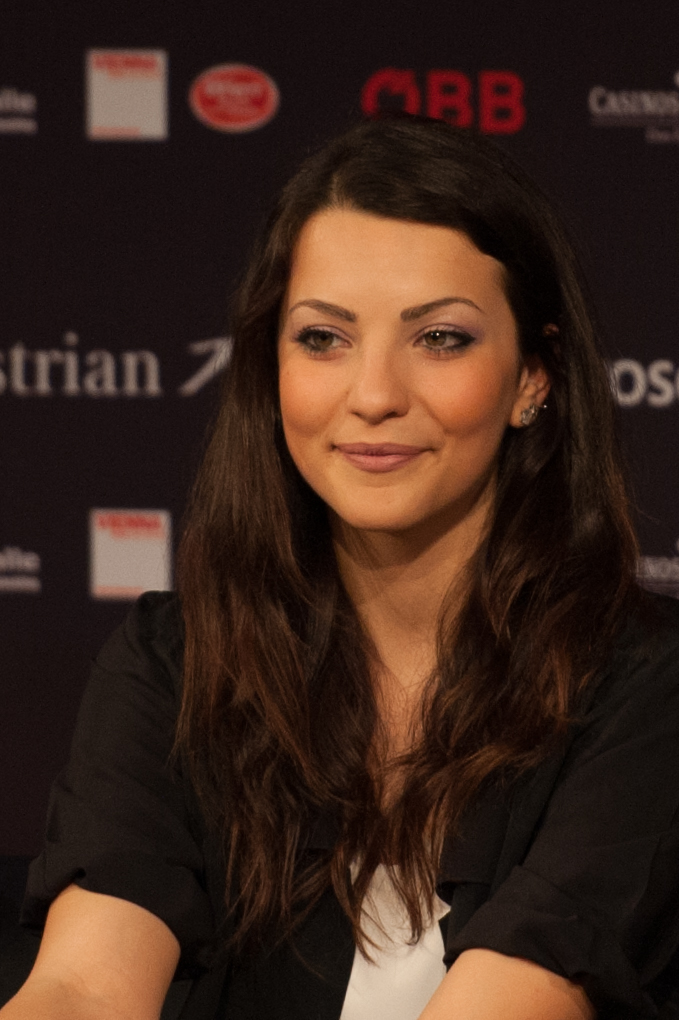
Anita Simoncini 2015.

Anita Simoncini, född 14 april 1999 i Montegiardino, är en sanmarinsk sångerska som representerade San Marino i Junior Eurovision Song Contest 2014. Hon representerade San Marino i Eurovision Song Contest 2015 med låten "Chain of Lights".
Hon representerade San Marino i Junior Eurovision Song Contest 2014 som en del av The Peppermints med låten "Breaking My Heart".